# Euxoa aquilina
Euxoa aquilina är en fjärilsart som beskrevs av Denis och Ignaz Schiffermüller 1775. Euxoa aquilina ingår i släktet Euxoa och familjen nattflyn. Inga underarter finns listade i Catalogue of Life.

## Bildgalleri

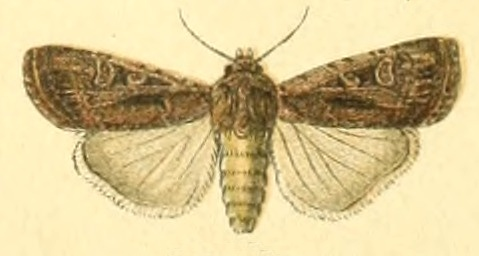
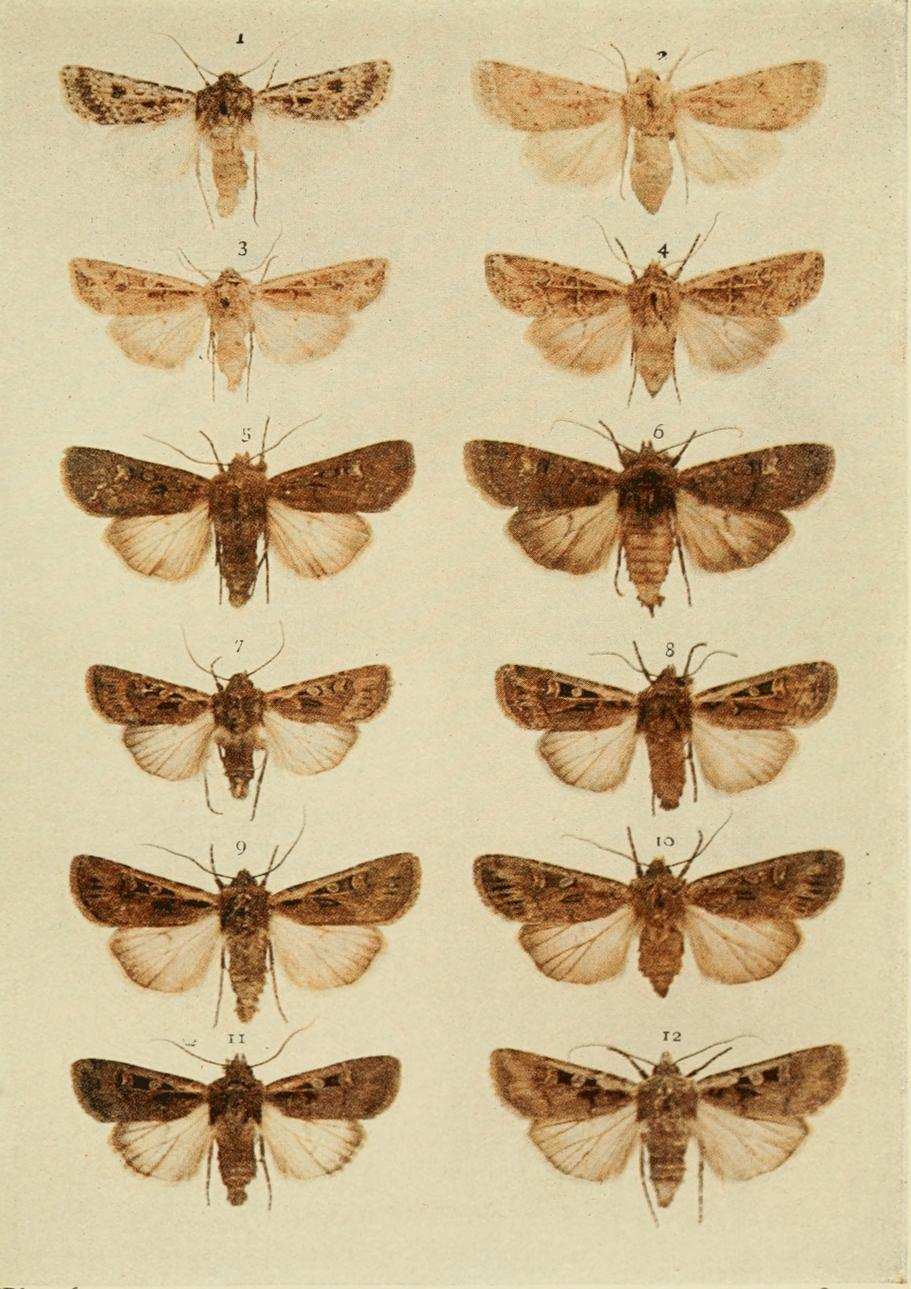